# Günther Pfaff
Günther Pfaff, född den 12 augusti 1939 i Steyr, Österrike, död 10 november 2020 i Garsten var en österrikisk kanotist.
Han tog bland annat VM-guld i K-2 1000 meter i samband med sprintvärldsmästerskapen i kanotsport 1970 i Köpenhamn.